# Membracis formosa
Membracis formosa är en insektsart som beskrevs av Richter. Membracis formosa ingår i släktet Membracis och familjen hornstritar. Inga underarter finns listade i Catalogue of Life.